# مارك إليس (مؤلف أمريكي)
مارك إليس (بالإنجليزية: Mark Ellis)‏ (1953)؛ مؤلف وروائي أمريكي.